# HMS Seymour (K563)
«Сеймур» (англ. HMS Seymour (K563) — військовий корабель, фрегат типу «Кептен» підтипу «Баклі» Королівського військово-морського флоту Великої Британії за часів Другої світової війни.

## Історія створення
Фрегат «Сеймур» був закладений 1 вересня 1943 року на верфі американської компанії Bethlehem Hingham Shipyard у Гінгемі, як ескортний міноносець класу «Баклі». 1 листопада 1943 року він був спущений на воду, а 23 грудня 1943 року переданий до Королівських ВМС Великої Британії, де увійшов до бойового складу флоту.

## Історія служби
Фрегат «Сеймур» брав участь у бойових діях на морі в Другій світовій війні, бився у Північній Атлантиці, супроводжував транспортні конвої союзників.

### 1944 рік
3 липня 1944 року німецький підводний човен U-1191 був знищений атакою британських фрегатів «Аффлек» і «Бальфур» поблизу Брайтона. Водночас, достеменних даних про факт загибелі U-1191 немає: існує версія, що човен був потоплений з усім екіпажем британськими кораблями — есмінцями «Онслот» і «Орібі», ескортними міноносцями «Бріссенден», «Венслідейл», «Телібон» і фрегатом «Сеймур».
1 березня 1945 року фрегат «Сеймур» потопив німецький моторний торпедний човен S-220.